# Franz Siller

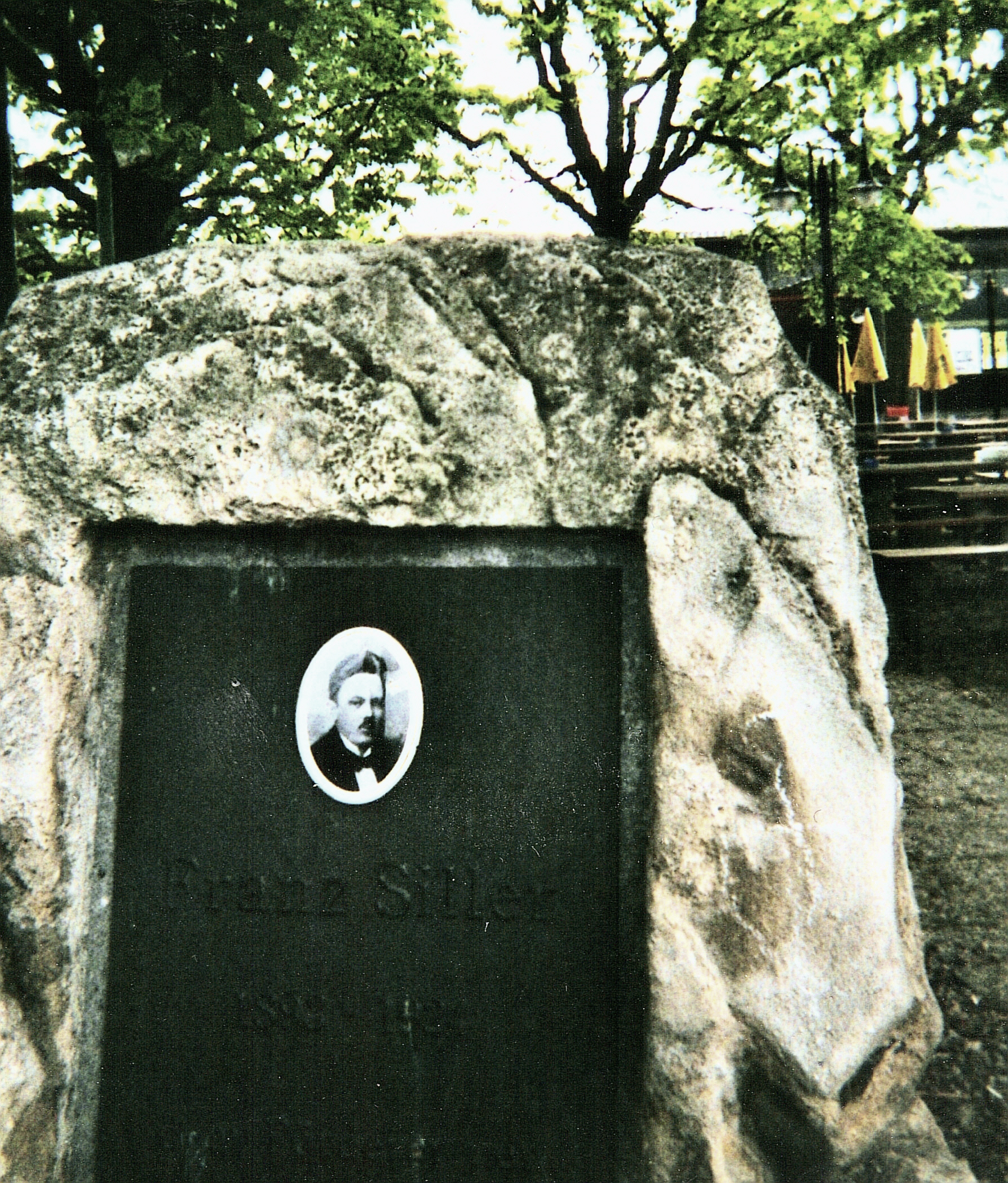
Gedenkstein für Franz Siller beim Schutzhaus Zukunft, Schmelz

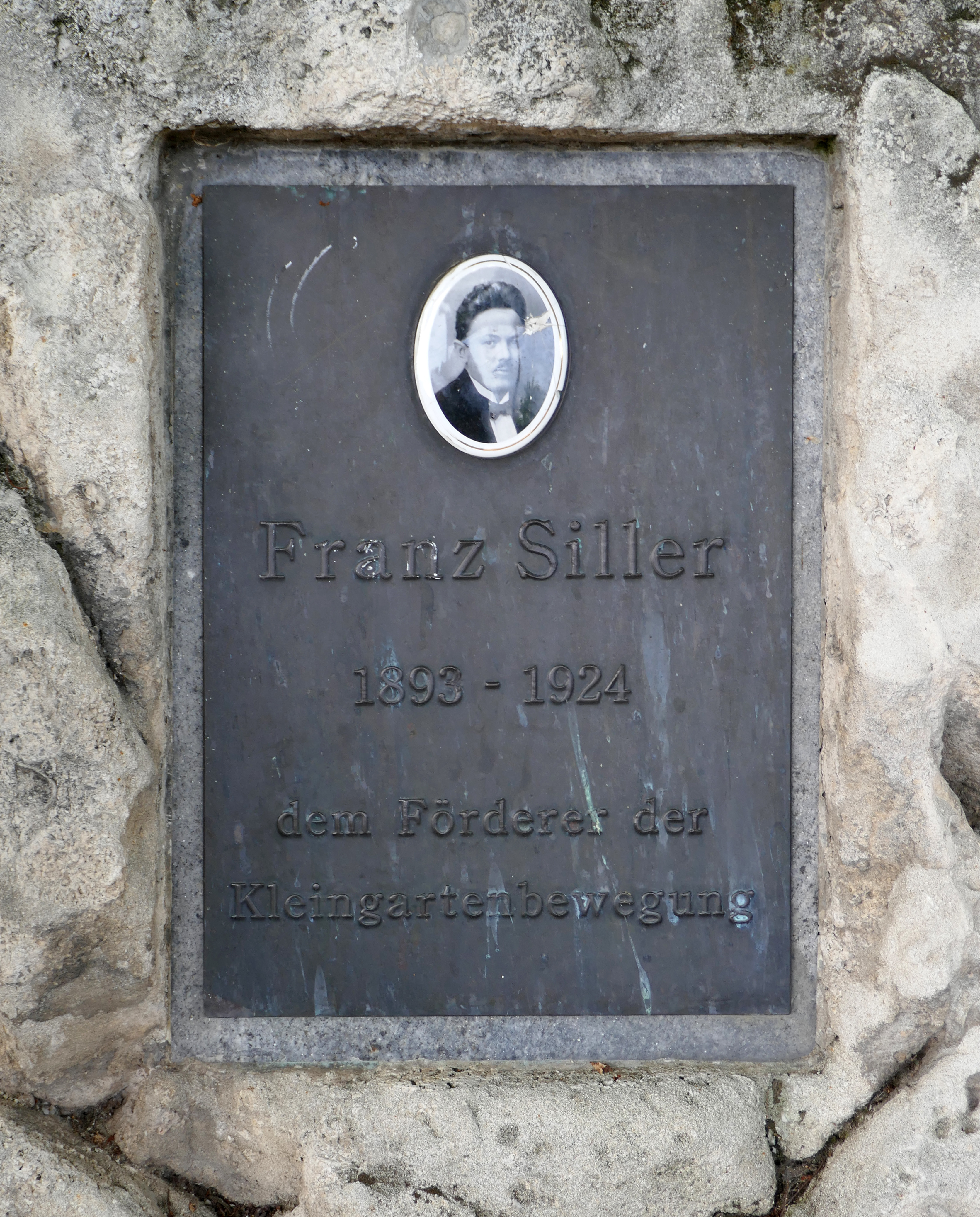
Bronzetafel

Franz Josef Siller, meist verkürzt auf Franz Siller (* 29. März 1893 in Wien; † 31. Jänner 1924 ebenda) war ein Pionier der Wiener Kleingartenbewegung.
Siller wurde im Jänner 1916 Leiter der neu gegründeten städtischen Kleingartenstelle. Durch Sillers Bemühungen konnten schon in den Jahren des Ersten Weltkriegs brachliegende Gründe zur Anlegung von Kriegsgemüsegärten bereitgestellt, Futtermittel für die Kleintiere verschafft und Baracken zur Errichtung von Schutzhäusern beigestellt werden. Nach Kriegsende erregte Sillers Vortrag „Vom Schrebergarten zur Gartensiedlung“ große Aufmerksamkeit. Als Beamter der Gemeinde Wien organisierte Siller im September 1923 die Wiener Kleingarten-, Siedlungs- und Wohnbauausstellung im Wiener Rathaus. Garteninspektor Siller war Leiter der Kleingartenstelle der Stadt Wien, und, nach deren Ausgliederung in privatwirtschaftlicher Rechtsform, Direktor der Kleingartenstelle der Stadt Wien Ges.m.b.H.
Der jung an einem Herzleiden verstorbene Präsident des Verbands der Kleingärtner, Siedler- und Kleintierzüchtervereine Österreichs spielte somit eine führende Rolle bei der Organisation der Kleingartenbewegung im hungernden Wien nach 1918. Nach seinem Tod wurde ein
Franz-Siller-Fonds zur Gewährung von Notstandsdarlehen für Kleingärtner geschaffen. 
Nach Siller wurden mehrere Verkehrsflächen benannt, in der Regel im Umfeld von Kleingartenanlagen und Siedlerkolonien: so der Sillerweg im 2. Bezirk, der Franz-Siller-Weg im 12. Bezirk, die Sillergasse und der Sillerplatz in der von Franz Siller begründeten Siedlung Auhofer Trennstück im 13. Bezirk, weiters die Sillerstraße in Neustift am Walde im 19. Bezirk und eine Franz Sillergasse in Essling im 22. Bezirk. Im Garten des Schutzhauses "Zukunft" auf der Schmelz sowie in der Sonnenbadgasse in Währing befinden sich Franz Siller gewidmete Gedenksteine. Siller liegt bestattet in einem Ehrengrab am Neustifter Friedhof.